# Smaïl Khabatou
Smaïl Khabatou (en arabe : إسماعيل خباطو), né le 8 septembre 1920 à Alger en Algérie et décédé le 15 septembre 2014, est un footballeur algérien, qui évoluait au poste de défenseur.

## Biographie
Né le 8 septembre 1920 à Alger, il a commencé sa carrière de joueur à Belcourt au sein du Stade algérien, club avec lequel il est sacré champion d'Alger junior en 1938 avant de rejoindre le Mouloudia d'Alger en 1940.
Il jouera durant 13 ans au sein du MCA dont il deviendra entraîneur-joueur à l'age de 25 ans ! Il quitte ensuite le club en 1953 pour continuer comme entraîneur-joueur à l'USM Blida qu'il hissa comme le deuxième club musulman de l'époque colonial derrière le Mouloudia jusqu'en 1956 et l’arrêt de la pratique du football appelée par le FLN.
Il passera très tôt ses diplômes d’entraîneur et obtiendra en 1948 avec brio le 3e degré qui était le plus élevé dans la même promotion que Heleno Herrera, Jean Snella, Georges Boulogne, Lucien Leduc ou encore Albert Batteux.
À l'indépendance il est l'adjoint de Kader Firoud, le premier entraîneur de l'équipe nationale, dont il prendra la succession en remportant un succès déjà retentissant 2-0 contre l'Allemagne au stade du 20 août en janvier 1964 avant d'être évincé après une défaite 1-0 au Maroc en mars 1966.
Durant la même période il entraîne aussi l'USM Blida, puis l'OM Ruisseau ou encore le WA Boufarik avant de revenir au Mouloudia en 1969 avec qui il remporte un titre de champion en 1972, deux coupes d'Algérie en 1971 et 1973, une coupe des vainqueurs de coupe du Maghreb en 1971.
Il reviendra une dernière fois sur le banc du MCA aux côtés d'Abdelhamid Zouba en 1976 l'année du triplé historique avec un nouveau titre de champion, une nouvelle coupe d'Algérie et surtout la Coupe d'Afrique des clubs champions.
Il occupera un temps le poste de directeur technique national (DTN) au sein de la Fédération algérienne de football avant de se retirer peu à peu du monde football.
Grand adepte du yoga, il est resté alerte jusqu'à un âge très avancé. Il est décédé donc aujourd'hui à l'âge 94 ans à l'hôpital après avoir été pris de malaise chez lui sur les hauteurs d'Alger au quartier Les Sources de Bir Mourad Raïs.

## Statistiques
| Saison                | Club                  | Championnat           | Championnat | Championnat | Coupe(s) nationale(s) | Coupe(s) nationale(s) | Compétition(s) continentale(s) | Compétition(s) continentale(s) | Compétition(s) continentale(s) | Sélection d'Alger | Sélection d'Alger | Total | Total |
| Saison                | Club                  | Division              | M.          | B.          | M.                    | B.                    | Comp.                          | M.                             | B.                             | M.                | B.                | M.    | B.    |
| 1940-1941             | MC Alger              | Division d'Honneur    | 0           | 0           | 2                     | 0                     | -                              | -                              | -                              | -                 | -                 | 2     | 0     |
| 1941-1942             | MC Alger              | Division d'Honneur    | 14          | 0           | 2                     | 1                     | -                              | -                              | -                              | -                 | -                 | 16    | 1     |
| 1942-1943             | MC Alger              | Division d'Honneur    | 9           | 0           | 2                     | 0                     | -                              | -                              | -                              | -                 | -                 | 11    | 0     |
| 1943-1944             | MC Alger              | Division d'Honneur    | 6           | 0           | 0                     | 0                     | -                              | -                              | -                              | -                 | -                 | 6     | 0     |
| 1944-1945             | MC Alger              | Division d'Honneur    | 10          | 0           | 1                     | 0                     | -                              | -                              | -                              | -                 | -                 | 11    | 0     |
| 1945-1946             | MC Alger              | Division d'Honneur    | 19          | 0           | 3                     | 0                     | -                              | -                              | -                              | -                 | -                 | 22    | 0     |
| 1946-1947             | MC Alger              | Division d'Honneur    | 20          | 1           | 4                     | 0                     | -                              | -                              | -                              | -                 | -                 | 24    | 1     |
| 1947-1948             | MC Alger              | Division d'Honneur    | 22          | 2           | 5                     | 1                     | -                              | 3                              | 0                              | -                 | -                 | 30    | 3     |
| 1948-1949             | MC Alger              | Division d'Honneur    | 20          | 2           | 2                     | 0                     | -                              | -                              | -                              | -                 | -                 | 22    | 2     |
| 1949-1950             | RC Maison Carré       | Division d'Honneur    | 22          | 0           | 1                     | 0                     | -                              | -                              | -                              | -                 | -                 | 23    | 0     |
| 1950-1951             | MC Alger              | Division d'Honneur    | 21          | 2           | 2                     | 0                     | -                              | 2                              | 0                              | -                 | -                 | 25    | 2     |
| 1951-1952             | MC Alger              | Division d'Honneur    | 21          | 6           | 4                     | 3                     | -                              | 1                              | 0                              | -                 | -                 | 26    | 9     |
| 1952-1953             | MC Alger              | Division d'Honneur    | 19          | 6           | 1                     | 1                     | -                              | -                              | -                              | -                 | -                 | 20    | 7     |
| Sous-total            | Sous-total            | Sous-total            | 181         | 19          | 28                    | 6                     | -                              | 6                              | 0                              | -                 | -                 | 215   | 25    |
| 1953-1954             | USM Blida             | Division d'Honneur    | 20          | 0           | 2                     | 0                     | -                              | 5                              | 1                              | -                 | -                 | 27    | 1     |
| 1954-1955             | USM Blida             | Division d'Honneur    | -           | -           | -                     | -                     | -                              | -                              | -                              | -                 | -                 | 0     | 0     |
| 1955-1956             | USM Blida             | Division d'Honneur    | -           | -           | -                     | -                     | -                              | -                              | -                              | -                 | -                 | 0     | 0     |
| Sous-total            | Sous-total            | Sous-total            | -           | -           | -                     | -                     | -                              | -                              | -                              | -                 | -                 | 0     | 0     |
| Total sur la carrière | Total sur la carrière | Total sur la carrière | 0           | 0           | 0                     | 0                     | -                              | 0                              | 0                              | 0                 | 0                 | 0     | 0     |

## Palmarès d'entraîneur
- Vainqueur de la Coupe d'Algérie en 1973 et 1976 avec le MC Alger
- Vainqueur de la Coupe du Maghreb des vainqueurs de coupe en 1972 et 1974 avec le MC Alger
- Vainqueur de la Coupe des clubs champions africains en 1976 avec le MC Alger
- Champion d'Algérie en 1976 avec le MC Alger
- Champion d'Algérie de D2 en 1982 avec le WA Boufarik
- Finaliste de la Supercoupe d'Algérie en 1973 avec le MC Alger.